# Siegmund Jakob Apinus
Siegmund Jakob Apinus est un philologue distingué, né à Hersbruck, près de Nuremberg, en 1693, mort en 1732, recteur de l’école de St-Gilles, à Brunswick. 

## Ouvrages
Ses ouvrages les plus estimés sont : 
- Dissertationes de Intellectu puro ; de Regula Lesbia, Altdorf, 1715, in-4“ ;
- De variis discendi Methodis memoriæ causa inventis ;
- Observationes de Loricis linteis veterum, ibid., 1719, in-4° ;
- Vitæ Professirum philosophiæ Altorfinorum, Nuremberg, 1728, in-4° ;
- Meditationes epist., de incremento physices per medicos facto, 1720, in-fol.